# Virgin mary
Virgin mary är en alkoholfri drink baserad på bloody mary. Drinken består av kryddad tomatjuice populärt med salt, peppar, tabasco, worcestershiresås och pressad citron.